# Geografia das Filipinas
As Filipinas são um arquipélago de 7 107 ilhas com uma área terrestre total de cerca de 300 mil km², localizadas entre as longitudes 116° 40' e 126° 34' E e as latitudes 4° 40' e 21° 10' N, entre Taiwan, a norte, o Mar das Filipinas, a leste, o Mar de Celebes, a sul, e o Mar da China Meridional a oeste.
As ilhas costumam ser divididas em três grupos: Luzon, a norte, Visayas, no centro e Mindanao, no sul (ver ainda Subdivisões das Filipinas).
O movimentado porto de Manila, em Luzon, é a capital do país e a sua segunda maior cidade, depois de Quezon City.
O clima é quente, úmido e tropical. A temperatura média anual ronda os 26,5 °C. Os filipinos costumam falar de três estações: o Tag-init ou Tag-araw (a estação quente, ou verão, que dura de Março a Maio), o Tag-ulan (a estação chuvosa entre Junho e Novembro) e o Tag-lamig (a estação fria, de Dezembro a Fevereiro).
A maior parte das acidentadas ilhas estava originalmente coberta por florestas húmidas. A origem das ilhas é vulcânica. O ponto mais elevado é o monte Apo em Mindanao, com 2.954 m. Muitos dos vulcões do país, como o Pinatubo, estão activos. O país está também integrado na região de tufões do Pacífico ocidental e é atingido por uma média de 19 tufões por ano.

## Ilhas das Filipinas
- Bohol
- Cebu
- Palawan